# Moriagatteyo
Moriagatteyo (モリ↑ガッテヨ?) è il secondo album in studio del gruppo sudcoreano Got7, pubblicato il 3 febbraio 2016.
Il disco include i tre singoli giapponesi dei Got7 pubblicati fino a quel momento (Around the World, Love Train e Laugh Laugh Laugh) e le versioni in giapponese dei brani con i quali il gruppo ha promosso i primi quattro dischi coreani.

## Descrizione
Oltre all'edizione classica in CD, sono state pubblicate due edizioni limitate CD+DVD: nell'edizione A, il DVD contiene il dietro le quinte di Moriagatteyo, un video musicale di Around the World e i video musicali delle versioni in giapponese di Girls Girls Girls, A, Stop Stop It e Just Right, mentre nell'edizione B contiene lo spettacolo live "Got7 Showcase 1st Impact in Japan" tenutosi il 4 aprile 2014 al Ryōgoku Kokugikan di Tokyo, il relativo dietro le quinte e il video "Got7 1st Japan Tour 2014 'Around the World' Member's TV ~Director's Edition~".

## Tracce
1. Shaking the World – 3:23 (testo: Yu Shimoji – musica: Rohan Heath, Danny Kirsch)
2. Yo Moriagatte Yo (Yo モリアガッテ Yo?) – 3:19 (testo: Jang Woo-young, Boytoy, Simon – musica: Jang Woo-young, Boytoy)
3. Got Ur Luv – 3:28 (testo: Frants, Yuki Kokubo – musica: Frants)
4. Laugh Laugh Laugh – 3:34 (IE-MON, DX ISHI, Kdai)
5. Be My Girl – 3:17 (testo: Raphael, Yuhki Shirai – musica: Raphael)
6. Around the World – 3:40 (testo: Komu – musica: Tesung Kim, Jake K, Jimmy Burney)
7. Love Train – 4:03 (testo: Kohei Yokono, Yuki Kokubo, Samuelle Soung – musica: Kohei Yokono, Yuki Kokubo)
8. Jibberish – 3:57 (testo: Komu – musica: Emma Stakes, Obi Mhondera, Tim Hawes, Hamed "K-One" Pirouzpanah)
9. O.M.G – 3:21 (testo: Noday, Ragoon IM, Yuhki Shirai – musica: Noday, Ragoon IM)
10. Angel – 3:55 (testo: Frants, Ryan IM, Yuhki Shirai – musica: Frants, Ryan IM)
11. Stay – 4:50 (testo: Kenji Kabashima – musica: Kenji Kabashima, kosekibeatz)
12. So Lucky – 4:44 (testo: Jun. K, Tamaki Mori – musica: Jun. K, Lel)
13. Girls Girls Girls (Japanese version) – 3:33 (J.Y. Park "The Asiansoul")
14. A (Japanese version) – 3:01 (J.Y. Park "The Asiansoul")
15. Stop Stop It (Japanese version) – 3:18 (J.Y. Park "The Asiansoul")
16. Just Right (Japanese version) – 3:26 (testo: J.Y. Park "The Asiansoul", Charles "Chizzy" Stephens III, Gavin Jones, Steven Battey, Carlos Battey, C Minor, Jay Dmuchowski – musica: Charles "Chizzy" Stephens III, Gavin Jones, Steven Battey, Carlos Battey, C Minor, Jay Dmuchowski)

Durata totale: 58:49

## Formazione
- Mark – rap
- JB – voce
- Jackson – rap
- Jinyoung – voce
- Youngjae – voce
- BamBam – rap
- Yugyeom – voce

## Successo commerciale
Moriagatteyo si è classificato in terza posizione sulla Oricon Weekly Album Chart, vendendo 30 167 copie nel mese di febbraio 2016.

## Classifiche
| Classifica (2016) | Posizione massima |
| ----------------- | ----------------- |
| Giappone          | 3                 |